# Liste des circonscriptions législatives de la Manche
Le département français de la Manche est, sous la Cinquième République, constitué de cinq circonscriptions législatives à partir de 1958 puis de quatre circonscriptions depuis le redécoupage de 2010, entré en application à compter des élections législatives de 2012.

## Présentation
Par ordonnance du 13 octobre 1958 relative à l'élection des députés à l'Assemblée nationale, le département de la Manche est d'abord constitué de cinq circonscriptions électorales. La création de nouveaux cantons en 1973 n'a pas d'impact sur la répartition des circonscriptions du département s'agissant simplement de redécouper certains cantons, à savoir ceux de Cherbourg et d'Octeville.
Lors des élections législatives de 1986 qui se sont déroulées selon un mode de scrutin proportionnel à un seul tour par listes départementales, le nombre de cinq sièges de la Manche a été conservé.
Le retour à un mode de scrutin uninominal majoritaire à deux tours en vue des élections législatives suivantes, a maintenu ce nombre de cinq sièges,, selon un nouveau découpage électoral prenant en compte la récente division en deux du canton de Saint-Lô.
Le redécoupage des circonscriptions législatives réalisé en 2010 et entrant en application à compter des élections législatives de juin 2012, a modifié le nombre et la répartition des circonscriptions de la Manche, réduit à quatre du fait de la sur-représentation démographique du département.

## Composition des circonscriptions

### Composition des circonscriptions de 1958 à 1986
À compter de 1958, la Manche comprend cinq circonscriptions regroupant les cantons suivants :
- Première circonscription : Canisy - Carentan - Marigny - Percy - Saint-Clair-sur-l'Elle - Saint-Jean-de-Daye - Saint-Lô - Tessy-sur-Vire - Torigni-sur-Vire - Villedieu-les-Poêles
- Deuxième circonscription : Avranches - Barenton - Brécey - Ducey - La Haye-Pesnel - Isigny-le-Buat - Juvigny-le-Tertre - Mortain - Pontorson - Saint-Hilaire-du-Harcouët - Saint-James - Saint-Pois - Sartilly - Sourdeval - Le Teilleul
- Troisième circonscription : Bréhal - Cerisy-la-Salle - Coutances - Gavray - Granville - Lessay - Montmartin-sur-Mer - Périers - Saint-Malo-de-la-Lande - Saint-Sauveur-Lendelin
- Quatrième circonscription : Barneville-Carteret - Bricquebec - La Haye-du-Puits - Montebourg - Les Pieux - Quettehou - Sainte-Mère-Église - Saint-Sauveur-le-Vicomte - Valognes
- Cinquième circonscription : Beaumont-Hague - Cherbourg - Octeville - Saint-Pierre-Église

### Composition des circonscriptions de 1988 à 2012
À compter du découpage de 1986, la Manche comprend toujours cinq circonscriptions, quasiment identiques à l'exception d'un canton de la 5e circonscription qui passe dans la 4e et regroupant les cantons suivants :
- Première circonscription : Canisy - Carentan - Marigny - Percy - Saint-Clair-sur-l'Elle - Saint-Jean-de-Daye - Saint-Lô-Ouest - Saint-Lô-Est - Tessy-sur-Vire - Torigni-sur-Vire - Villedieu-les-Poêles
- Deuxième circonscription : Avranches - Barenton - Brécey - Ducey - La Haye-Pesnel - Isigny-le-Buat - Juvigny-le-Tertre - Mortain - Pontorson - Saint-Hilaire-du-Harcouët - Saint-James - Saint-Pois - Sartilly - Sourdeval - Le Teilleul
- Troisième circonscription : Bréhal - Cerisy-la-Salle - Coutances - Gavray - Granville - Lessay - Montmartin-sur-Mer - Périers - Saint-Malo-de-la-Lande - Saint-Sauveur-Lendelin
- Quatrième circonscription : Barneville-Carteret - Beaumont - Bricquebec - La Haye-du-Puits - Montebourg - Les Pieux - Quettehou - Sainte-Mère-Église - Saint-Sauveur-le-Vicomte - Valognes
- Cinquième circonscription : Cherbourg-Nord-Ouest - Cherbourg-Sud-Est - Équeurdreville-Hainneville - Saint-Pierre-Église - Tourlaville

### Composition des circonscriptions à compter de 2012
Depuis le nouveau découpage électoral, le département ne comprend plus que quatre circonscriptions, soit une de moins que précédemment, regroupant les cantons suivants :
- Première circonscription : Canisy - Carentan - Marigny - Montebourg - Percy - Saint-Clair-sur-l'Elle - Saint-Jean-de-Daye - Saint-Lô-Ouest - Saint-Lô-Est - Sainte-Mère-Église - Tessy-sur-Vire - Torigni-sur-Vire - Villedieu-les-Poêles
- Deuxième circonscription : Avranches - Barenton - Brécey - Ducey - Granville - La Haye-Pesnel - Isigny-le-Buat - Juvigny-le-Tertre - Mortain - Pontorson - Saint-Hilaire-du-Harcouët - Saint-James - Saint-Pois - Sartilly - Sourdeval - Le Teilleul
- Troisième circonscription : Barneville-Carteret - Bréhal - Bricquebec - Cerisy-la-Salle - Coutances - Gavray - La Haye-du-Puits - Lessay - Montmartin-sur-Mer - Périers - Saint-Malo-de-la-Lande - Saint-Sauveur-Lendelin - Saint-Sauveur-le-Vicomte - Valognes
- Quatrième circonscription : Beaumont-Hague - Cherbourg-Nord-Ouest - Cherbourg-Sud-Est - Cherbourg-Octeville-Sud-Ouest - Équeurdreville-Hainneville - Les Pieux - Quettehou - Saint-Pierre-Église - Tourlaville

À la suite du redécoupage des cantons de 2014, les circonscriptions législatives ne sont plus composées de cantons entiers mais continuent à être définies selon les limites cantonales en vigueur en 2010. Les circonscriptions sont ainsi composées des cantons actuels suivants :
- 1re circonscription : cantons de Condé-sur-Vire, Pont-Hébert, Saint-Lô-1 (sauf commune du Lorey), Saint-Lô-2, Valognes (22 communes), Villedieu-les-Poêles-Rouffigny (20 communes), communes d'Appeville, Auxais, Baupte, Picauville et Raids
- 2e circonscription : cantons d'Avranches, Bréhal (13 communes), Granville, Isigny-le-Buat, du Mortainais, Pontorson, Saint-Hilaire-du-Harcouët et Villedieu-les-Poêles-Rouffigny (7 communes)
- 3e circonscription : cantons d'Agon-Coutainville (sauf communes d'Auxais et Raids), Bréhal (14 communes), Bricquebec-en-Cotentin, Carentan-les-Marais (sauf communes d'Appeville, Baupte et Picauville), Coutances, Créances, Les Pieux, Quettreville-sur-Sienne et Valognes (9 communes), commune du Lorey
- 4e circonscription : cantons de Cherbourg-en-Cotentin-1, Cherbourg-en-Cotentin-2, Cherbourg-en-Cotentin-3, Cherbourg-en-Cotentin-4, Cherbourg-en-Cotentin-5, La Hague et du Val-de-Saire